# National Public Radio
National Public Radio, často pouze zkratkou NPR (případně npr), je americká nezisková mediální organizace založená v roce 1970 rozhodnutím Kongresu, podle kterého nahradila předchozí National Educational Radio Network. Kromě veřejných zdrojů je financována také z darů posluchačů. Se sídlem ve Washingtonu, D.C., NPR zastřešuje několik stovek místních stanic veřejnoprávního rozhlasu, pro které vytváří za poplatek obsah. Tento model byl v roce 2011 kritizován a Kongres se neúspěšně pokusil o zrušení veřejného financování, mimo jiné kvůli údajné zaujatosti. Podle průzkumu mínění, který provedla agentura Gallup v roce 2017, považují voliči Republikánské strany NPR spíše za zaujatý zdroj, voliči Demokratů naopak za jeden z nejméně zaujatých. Kromě radiového vysílání má organizace zastoupení také na sociálních sítích a jejich webová stránka npr.org získala v roce 2009 Peabody Award.

## Pořady
Nejposlouchanějšími pořady vytvořenými NPR jsou ranní zpravodajství Morning Edition a odpolední zpravodajství All Things Considered, které se řadí mezi nejpopulárnější v zemi – v březnu 2018 oba poslouchalo okolo 15 milionů lidí (14,9 a 14,7 milionu respektive). Jedním z internetových pořadů redakce NPR Music je Tiny Desk Concerts (doslova „koncerty u maličkého stolu“), který zaznamenává krátká živá hudební vystoupení ve skromném zázemí jedné z kanceláří NPR s omezenými produkčními možnostmi. Od roku 2008 bylo vydáno přes osm set takových koncertů na platformě YouTube, kde má to nejsledovanější s rapperem Andersonem Paakem k lednu 2021 přes 60 milionů zhlédnutí.